# Heinrich Baumhauer
Heinrich Adolph Baumhauer, född 26 oktober 1848 i Bonn, Tyskland, död 1 augusti 1926 i Freiburg, Schweiz, var en tysk kemist och mineralog
, som var professor i mineralogi i Fribourg i Schweiz. Han gjorde viktiga undersökningar på kristallografins område, särskilt om kristallers förhållande till lösningsmedel och om etsningsmönstrens betydelse. 

## Biografi
Baumhauer var son till litografikern och köpmannen Mathias Baumhauer (1810–1870) och Anna Margaretha Käuffer från Bonn.Han studerade i Bonn från 1866 till 1869 under handledning av Friedrich August Kekulé von Stradonitz, Hans Heinrich Landolt och Gerhard vom Rath, och tog sin doktorsexamen med avhandlingen "Die Reduction des Nitrobenzols durch Chlor-und Bromwasserstoff." Han studerade ytterligare ett år vid Göttingens universitet 1870.

## Karriär och vetenskapligt arbete
År 1871 blev Baumhauer lärare vid Tekniska universitetet i Frankenberg, Sachsen. Efter en kort undervisningsperiod vid Handelsschule i Hildesheim 1872 var han kemilärare från 1873 till 1896 vid jordbruksskolan i Lüdinghausen, Westfalen. Från 1895 till 1925 var han professor i mineralogi och efter 1906/1907 även professor i oorganisk kemi i Freiburg, Schweiz. Han utsågs till föreståndare för den nybildade institutionen för mineralogi vid universitetet i Freiburg 1896, och ledde Freiburger Institut für Mineralogie fram till 1925.
År 1870 skrev Baumhauer om förhållandet mellan atomvikter och grundämnenas egenskaper, och föreslog sitt eget periodiska system på spiraler baserade på ökande atomvikter. Han skrev också läroböcker om oorganisk kemi (1884), organisk kemi (1885) och mineralogi (1884). Han var välkänd för sin bok Das Reich der Kristalle ("Kristallriket", 1889).
Han utvärderade etsningsmönster på kristaller och gjorde studier på mineraler från dolomit och nya mineraler. Etsningsmetoden han utvecklade bidrog till förståelsen av kristallina strukturer. Hans bok Die Resultate der Aetzmethode ("Resultaten av etsningsmetoden", 1894) var standardverket för denna metod fram till 1927. Han var också den förste att introducera idén om polytypism i mineraler.
Baumhauer var den förste som beskrev mineralet rathit som han döpte efter Gerhard vom Rath. Han upptäckte också seligmannit, som namngavs till ära av Gustav Seligmann. Ett mineral som fått namn efter honom själv är den sällsynta mörkgrå bly-arsenik-sulfiden baumhauerit (Pb3As4S9), som finnas i Lengenbach quarry i Binntal, Schweiz. Baumhauers samling av mineraler från Binntal som innehåller mer än 750 prover, såväl som handskrivna observationskrifter, korrespondens, och annat material, hålles av Freiburger institut für Mineralogie. Hans samling har medverkat till att etablera institutets goda rykte.
Baumhauer blev medlem av Mineralogical Society of St. Petersburg 1878, hedersmedlem i Mineralogical Society of Great Britain and Ireland 1879, medlem av Mineralogical Society of London 1905 och medlem av Leopoldina eller German Academy of Natural Scientists 1926.